# Europäische Hochschule für Innovation und Perspektive
Die Europäische Hochschule für Innovation und Perspektive (EHiP) ist eine staatlich anerkannte private Fernhochschule mit Sitz in Backnang, Baden-Württemberg.

## Geschichte
Die EHiP wurde 2022 aus der Zusammenarbeit der nicht-akademischen Fernhochschulen Deutsches eLearning Studieninstitut (DeLSt) und Academy of Sports (AoS) in Backnang gegründet. Zusammen bilden die drei Fernhochschulen den BildungsCampus Backnang. Im April 2023 wurde der Studienbetrieb aufgenommen.
Das Ministerium für Wissenschaft, Forschung und Kunst Baden-Württemberg hat die EHiP staatlich anerkannt. Die Studiengänge der EHiP sind programmakkreditiert, derzeit bis 31. März 2031.

## Studiengänge
Insgesamt zwölf Bachelor-Studiengänge in Wirtschafts-, Gesundheits- und Sportwissenschaften werden in zwei Fakultäten angeboten. Studierende können einen dem Hauptstudiengang zugehörigen individuellen Schwerpunkt (Spezialisierung) wählen.
„Wirtschaft & Management“
- Betriebswirtschaftslehre
- Business Administration
- Personalmanagement
- E-Learning
- Digital Marketing

„Gesundheit, Sport und Ernährung“
- Ernährungswissenschaft
- Fitnesswissenschaft
- Gesundheitsmanagement
- Sportmanagement
- Fitnesstraining und -management
- Ernährungsberatung und -management
- Sport- und Ernährungswissenschaft